# Langes Holz - Radeland
Koordinaten: 51° 20′ 57″ N, 13° 3′ 56″ O

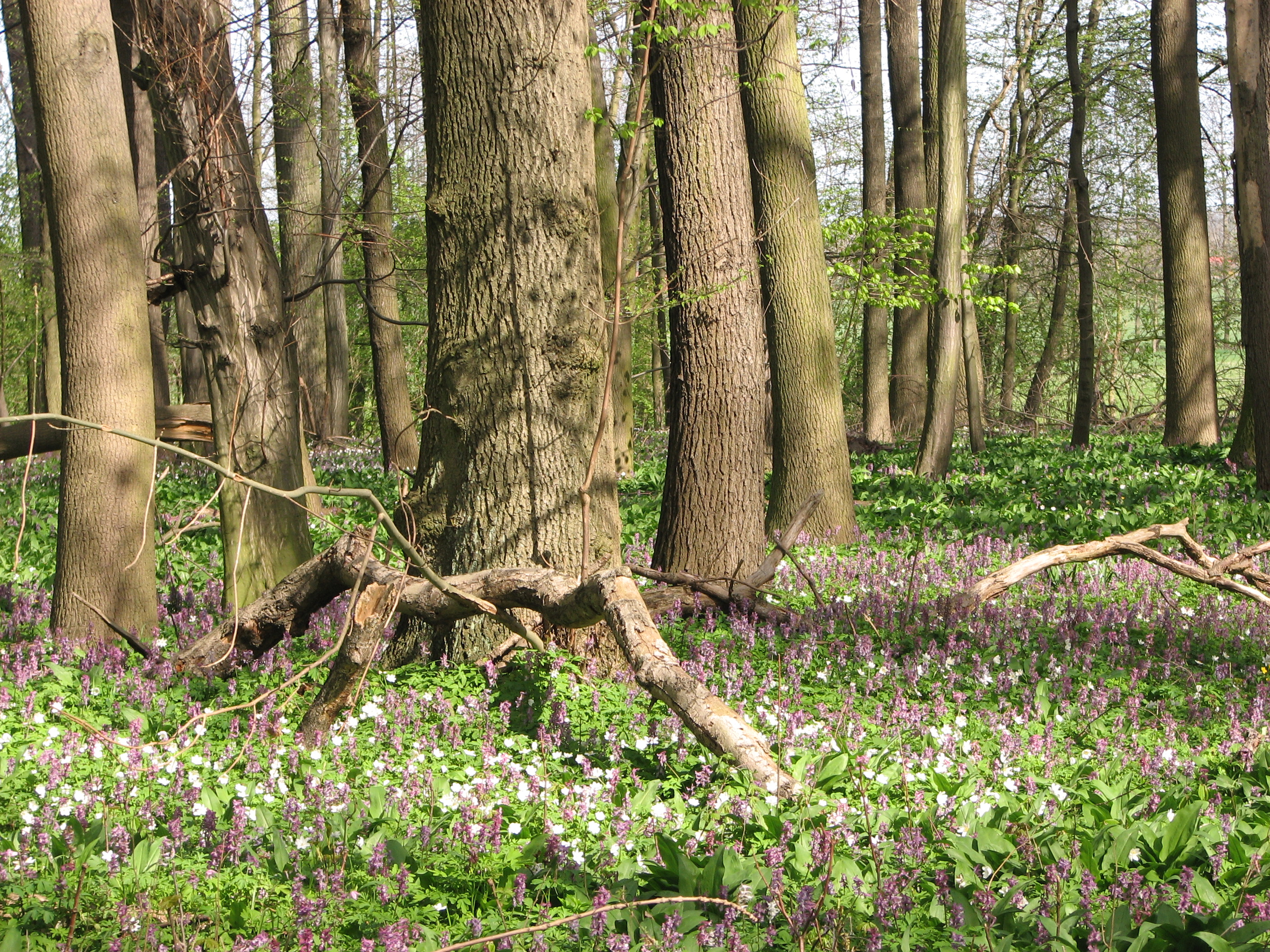
Naturschutzgebiet Langes Holz – Radeland (April 2011)

Das Naturschutzgebiet Langes Holz – Radeland liegt im Landkreis Nordsachsen in Sachsen westlich von Leisnitz, einem  Ortsteil der Gemeinde Liebschützberg. Am nördlichen Rand des Gebietes fließt der Böhlbach, westlich verläuft die S 29 und östlich die S 30.

## Bedeutung
Das 49,4 ha große Gebiet mit der NSG-Nr. L 14 wurde im Jahr 1987 unter Naturschutz gestellt.